# Suffren (tàu tuần dương Pháp)
Suffren là một tàu tuần dương hạng nặng của Hải quân Pháp, là chiếc dẫn đầu của lớp Suffren, và đã phục vụ trong Chiến tranh Thế giới thứ hai. Nó được đặt tên theo Pierre André de Suffren de Saint Tropez, một Đô đốc Pháp vào Thế kỷ 18.
Suffren được đặt lườn vào ngày 4 tháng 4 năm 1926 tại Xưởng vũ khí Brest. Nó được hạ thủy vào ngày 3 tháng 5 năm 1927 và được đưa ra hoạt động vào ngày 1 tháng 1 năm 1930.
Vào đầu tháng 6 năm 1940, các tàu tuần dương Suffren, Duquesne, Tourville, Duguay-Trouin và 3 tàu khu trục đã hoạt động chống lại Dodecanese đang bị Ý chiếm đóng. Sau đó vào tháng 6, Suffren tham gia một chiến dịch hỗn hợp cùng với Hải quân Hoàng gia Anh, cuộc hành quân cuối cùng kiểu này trước khi Pháp đầu hàng.
Khi Pháp đầu hàng vào năm 1940, Suffren đang ở tại Alexandria, Ai Cập cùng các tàu chiến Pháp khác. Tương phản với sự mâu thuẫn xảy ra tại Mers-el-Kébir, Algérie, Đô đốc Anh Cunningham và Đô đốc Pháp Godfroy đạt được một thỏa thuận hòa bình. Nó bị người Anh giải giới và chiếm giữ vào ngày 3 tháng 7 năm 1940. Sau đó nó lại tham gia vào phe Đồng Minh trong đội ngũ Pháp Tự do và được tái vũ trang vào ngày 30 tháng 5 năm 1943.
Ngày 17 tháng 7 năm 1943, Suffren đã cứu vớt những người sống sót từ chiếc City of Canton bị trúng ngư lôi ngoài khơi Beira, Mozambique.
Thông tin không chính xác từng cho rằng Suffren đã tham gia bắn phá Hải Phòng, Việt Nam, vào ngày 23 tháng 11 năm 1946 khiến hơn hai ngàn người thương vong và góp phần vào việc bùng nổ cuộc Chiến tranh Đông Dương. Thực ra chỉ có ba chiếc thông báo hạm tham gia vào sự kiện này.
Được cho ngừng hoạt động vào ngày 1 tháng 10 năm 1947, nó được đổi tên thành Océan vào ngày 1 tháng 1 năm 1963, và đã hoạt động như một tàu trại lính huấn luyện tại Toulon trước khi bị tháo dỡ vào năm 1974.